# Ernő Rubik
Ernő Rubik (en húngaro: Rubik Ernő; Budapest, 13 de julio de 1944) es un escultor, arquitecto y diseñador de la Escuela de Artes Comerciales de Budapest, autor del cubo de Rubik —aunque no es el único rompecabezas mecánico que lleva su nombre—. También se destacan el Rubik's clock (del cual no fue inventor, solo se convirtió en el propietario de la patente al comprarla) y Rubik's Magic. Su padre, Ernő Rubik, era ingeniero especializado en diseños aeronáuticos, y su madre, Magdolna Szántó, licenciada en Literatura.

## Cubo de Rubik

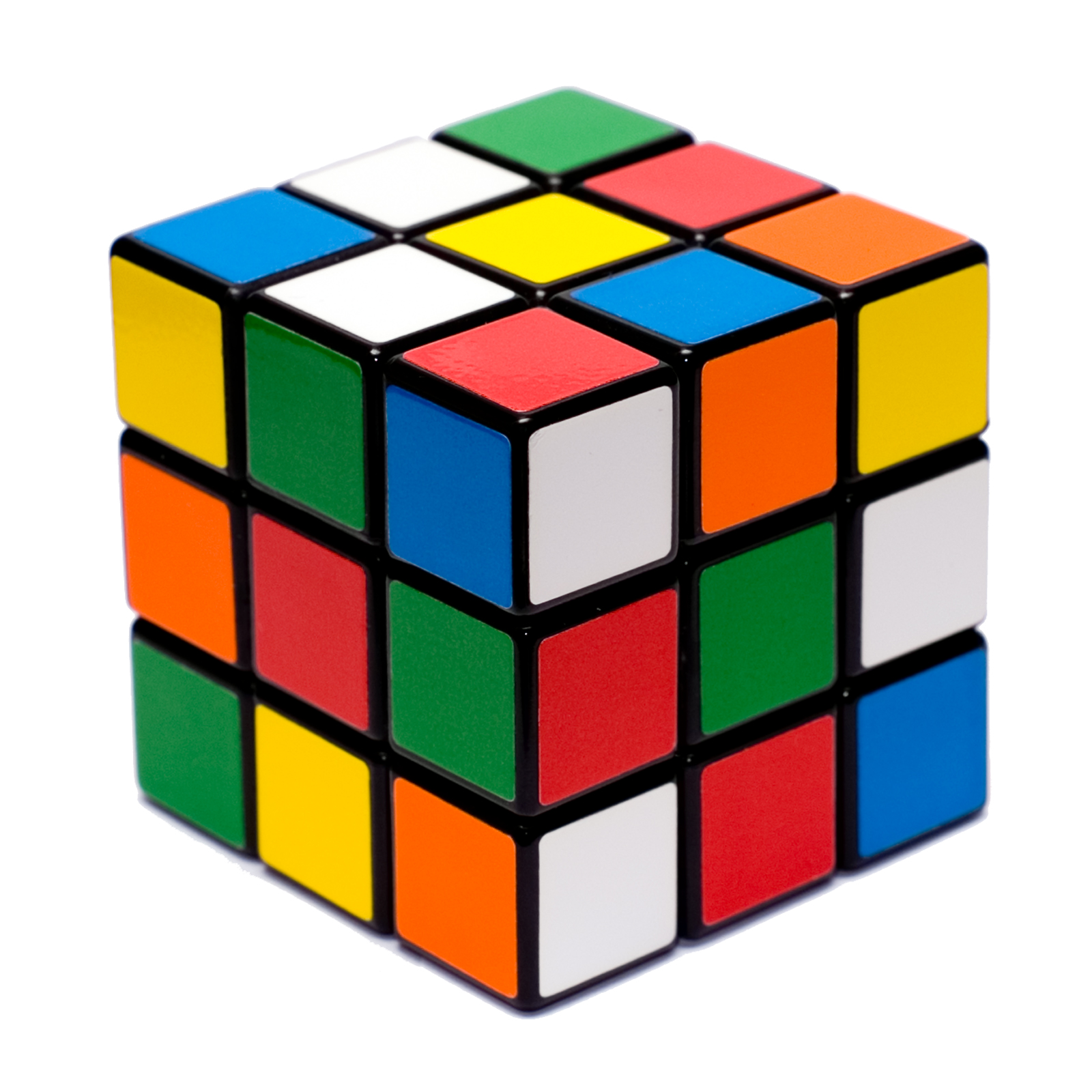
Cubo de Rubik

El Cubo de Rubik es un rompecabezas mecánico inventado en 1974. El cubo de plástico tiene cuatro versiones distintas: una de 2×2×2 (denominado "Cubo de bolsillo"); la estándar, de 3×3×3; la de 4×4×4 (también llamado "La venganza de Rubik"), y otra de 5×5×5 (conocido como el "Cubo del Profesor"). Asimismo se han desarrollado otras versiones de 6×6×6, 7×7×7 y 8×8×8. Desde el año 2010 están comercializados igualmente los cubos de 9×9×9, 10×10×10, 11×11×11, 12×12×12, 13×13×13, 14×14×14, 15×15×15, 16×16×16, 17×17×17, 19×19×19 y hasta 21×21×21 (producidos en masa).
Por diseñador privado 22×22×22 y 33×33×33. 
Su inventor lo bautizó originalmente como el Cubo Mágico. Fue en mayo de 1980, año de su comercialización a nivel mundial, cuando se le rebautizó como Cubo de Rubik. Se ha dicho de él que es el juguete mejor vendido del mundo entero, con alrededor de 450 millones de cubos de Rubik vendidos hasta 2023.

### Concepto y desarrollo delCubo Mágico (Cubo de Rubik)

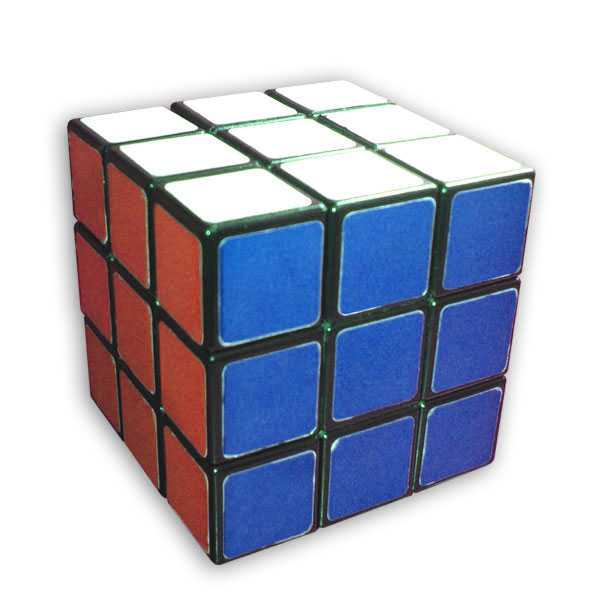
Cubo de Rubik resuelto.

Ernő Rubik estaba interesado en la geometría y el estudio de las formas tridimensionales, ansioso de crear un objeto artístico pero fuertemente ligado a la geometría descriptiva. En esos años, también dirigía una publicación húngara especializada en juegos de ingenio. Para esa época Rubik había concluido sus estudios de arquitectura y obtuvo en su país la patente HU170062 para su cubo, aunque no solicitó ninguna a nivel internacional. El primer lote de prueba fue producido a finales de 1977 y distribuido en las jugueterías de Budapest, su ciudad natal. 
La popularidad del cubo creció en Hungría gracias al boca a boca; y aunque Hungría era un país del Pacto de Varsovia, mantenía entonces una política liberal de intercambio cultural con sus vecinos occidentales, lo cual difundió rápidamente el Cubo por la Europa Central y Occidental. En septiembre de 1979, Rubik alcanzó un acuerdo con Ideal Toys para distribuir el Cubo de Rubik en todo el mundo. Su presentación a nivel internacional tuvo lugar a comienzos de 1980 en las Ferias del Juguete de Londres, Nueva York, Núremberg y París.
Más adelante, Ideal Toys comercializó un cubo más ligero, y decidió rebautizarlo. Se barajaron nombres como Nudo Gordiano y Oro Inca, pero la compañía finalmente decidió llamarlo Cubo de Rubik, exportándolo por primera vez desde Hungría en mayo de 1980. 
Aprovechando que el producto se agotó inicialmente, surgieron muchas imitaciones baratas. En 1984 Ideal Toys perdió un pleito contra Larry Nichols, que había registrado el producto con la patente US3655201. Terutoshi Ishigi lo registró en Japón con la patente JP55‒8192, pero aun así la patente húngara de Rubik era la más antigua y mostraba prácticamente todos los detalles del Cubo, sin dejar lugar a dudas, por lo cual se preservó la fama del auténtico inventor.
Rubik ha continuado viviendo en Budapest a lo largo de su vida. Se casó en 1977 y tiene una hija, nacida en 1978, y un hijo, nacido en 1981. Es de carácter introvertido y ha mantenido una constante negativa a dar entrevistas o firmar autógrafos. Rubik se ha excusado de aparecer en campeonatos mundiales de su famoso Cubo, salvo cuando hizo una breve aparición en el campeonato de 2007, que se desarrolló en la capital húngara.

## Rubik 360
En 2009 estrenó mundialmente un rompecabezas nuevo llamado Rubik 360, compuesto por distintas esferas. El objetivo de este rompecabezas es inclinar y girar la esfera para lograr que este termine con 9 cubitos del mismo color en el mismo cuadro.